# روبن بيك
روبن بيك (بالإنجليزية: Robin Beck)‏ هي مغنية أمريكية، ولدت في 7 نوفمبر 1954 في بروكلين في الولايات المتحدة.

## وصلات خارجية
- الموقع الرسمي
- روبن بيك على موقع IMDb (الإنجليزية)
- روبن بيك على موقع ميوزك برينز (الإنجليزية)
- روبن بيك على موقع أول ميوزيك (الإنجليزية)
- روبن بيك على موقع ديسكوغز (الإنجليزية)